# Nihed Naïli
Nihed Naïli (en arabe : ناهد نايلي), née le 11 avril 2001 à Guelma en Algérie, est une footballeuse internationale algérienne évoluant au poste d'attaquante à l'OGC Nice.

## Biographie

### Carrière en club
Nihed Naïli, née le 11 avril 2001 à Guelma en Algérie, dans une famille sportive. Son père Skander est un ex joueur de L'ES Guelma, l'US Tebessa et ex international juniors durant les années 80. Même son oncle Abdelkader dit Kadour a été parmi la fameuse équipe de l'ES Guelma des années 60.
Pour la saison 2018-2019, elle évolue à l'Eveil Sportif Genas Azieu Football.

### Carrière en sélection
En novembre 2021, elle est convoquée pour la première fois en équipe d'Algérie par la sélectionneuse nationale Radia Fertoul pour participer à une double confrontation amicale contre la Tunisie, lors d'un stage de préparation pour les éliminatoires de la CAN 2022,. Le 28 novembre 2021, elle honore sa première sélection contre la Tunisie. Le match se solde par une victoire 2-4 des Algériennes.

## Statistiques

### Statistiques détaillées
| Saison                | Club                  | Championnat           | Championnat | Championnat | Coupe(s) nationale(s) | Coupe(s) nationale(s) | Algérie | Algérie | Total | Total |
| Saison                | Club                  | Division              | M.          | B.          | M.                    | B.                    | M.      | B.      | M.    | B.    |
| 2021-2022             | Olympique lyonnais    | Division 1            | -           | -           | -                     | -                     | 1       | 0       | 1     | 0     |
| 2022-2023             | Stade brestois 29     | Division 2            | 13          | 3           | 1                     | 0                     | 1       | 0       | 15    | 3     |
| 2023-2024             | OGC Nice              | Division 2            | 11          | 3           | 2                     | 0                     | 4       | 0       | 17    | 3     |
| Total sur la carrière | Total sur la carrière | Total sur la carrière | 24          | 6           | 3                     | 0                     | 6       | 0       | 33    | 6     |

### En sélection

#### Matchs internationaux
Le tableau suivant liste les rencontres de l'équipe d'Algérie dans lesquelles Nihed Naïli a été sélectionnée depuis le 28 novembre 2021 jusqu'à présent.